# Ignacy Grabowski (duchowny)
Ignacy Grabowski (ur. 22 sierpnia 1878 w Tarnopolu, zm. 25 marca 1950 w Warszawie) – polski duchowny katolicki, kanonista, nauczyciel akademicki Uniwersytetu Lwowskiego i Uniwersytetu Warszawskiego.

## Życiorys
Ojciec Wojciech matka Anna z domu Oneserko. W latach 1899–1902 odbył studia na Uniwersytecie Lwowskim, a w latach 1902–1905 na Papieskim Uniwersytecie Gregoriańskim w Rzymie, które zakończył uzyskaniem stopnia doktora prawa kanonicznego. 8 sierpnia 1904 otrzymał święcenia kapłańskie z rąk arcybiskupa lwowskiego Józefa Bilczewskiego. Po powrocie do kraju przez rok był wikariuszem w parafii Tartarów k. Bełżca, w latach 1906-1914 prefektem Seminarium Duchownego we Lwowie. W latach 1910–1919 był adiunktem na Wydziale Teologicznym Uniwersytetu Lwowskiego. W 1917 na Uniwersytecie Lwowskim otrzymał habilitację na podstawie monografii Ekscepcje w prawie kanonicznym. W 1919 został kierownikiem katedry prawa kanonicznego na Wydziale Teologii Katolickiej Uniwersytetu Warszawskiego. W 1921 otrzymał nominację na profesora zwyczajnego. Był trzykrotnie dziekanem tego wydziału. Był w latach 1922-1939 radcą Kurii Metropolitalnej, w latach 1923-1932 sędzią synodalnym Sądu Arcybiskupiego w Warszawie. W okresie II wojny światowej przebywał w Warszawie. Prowadził wykłady na tajnych kompletach Wydziału Teologii Katolickiej zorganizowanych już na początku 1940. W 1946 podjął swoje dawne obowiązki profesora zwyczajnego na Wydziale Teologii Katolickiej Uniwersytetu Warszawskiego, przeszedł na emeryturę w 1949. Pochowany w mogile zbiorowej księży emerytów Warszawskiej Kapituły Metropolitalnej na cmentarzu Stare Powązki w Warszawie (kwatera 107–5,6–23-30).

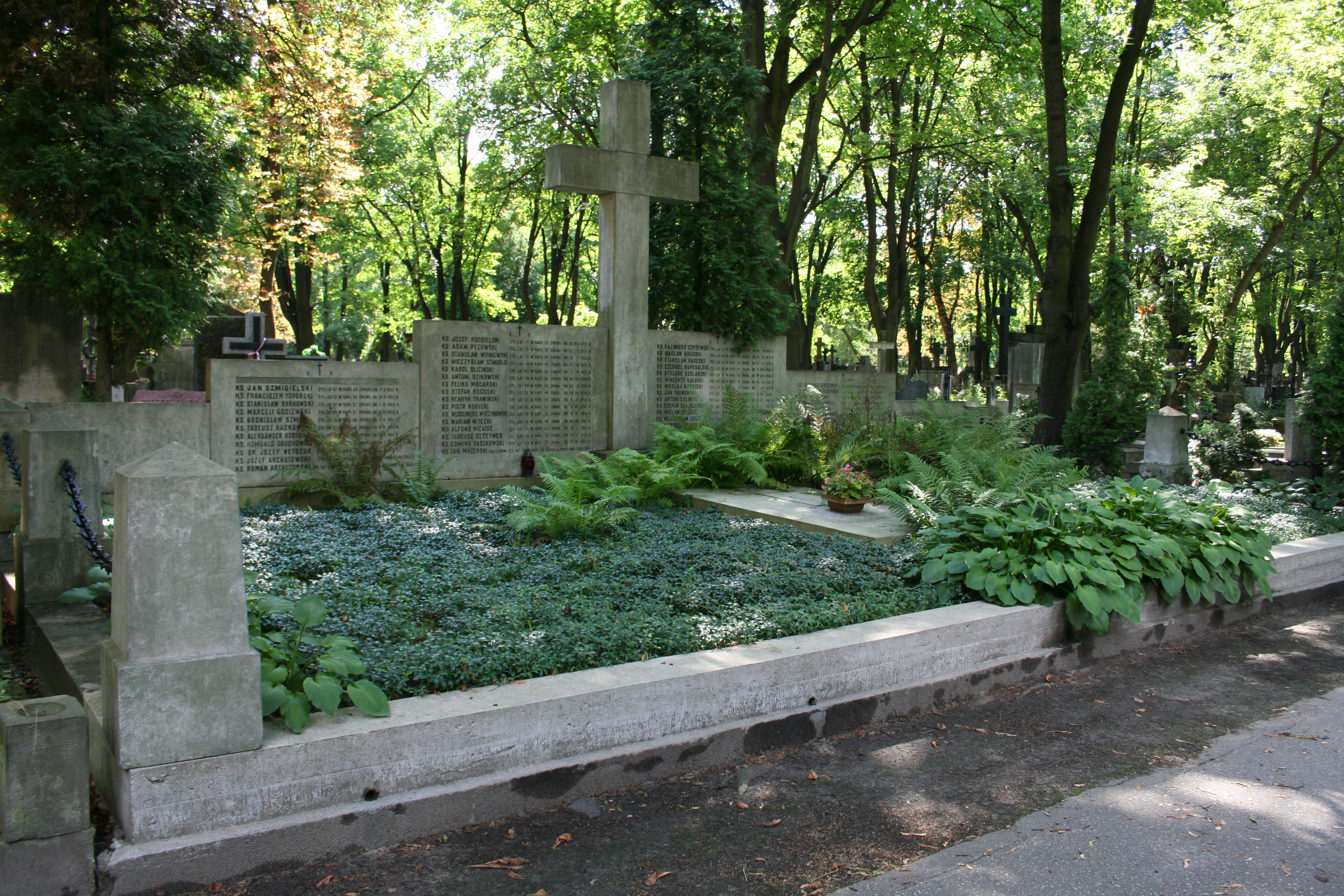
Grób księży emerytów Warszawskiej Kapituły Metropolitalnej na cmentarzu Stare Powązki w Warszawie

## Wybrane publikacje
- Prawo cywilne a kanoniczne, Lwów 1912
- Prawne środki w procesie kanonicznym, Lwów 1913
- Ekscepcje w procesie kanonicznym, Lwów 1917
- Karne prawo kościelne w nowym kodeksie, Lwów 1918
- Prawo kościelne osobowe i rzeczowe w nowym kodeksie, Lwów 1918
- Prawo kanoniczne według nowego kodeksu, Lwów 1921
- Konkordat polski, Warszawa 1927
- Nauka religii w ustawodawstwie kościelnym a cywilnym, Warszawa 1927
- Zasady pierwszeństwa w ustawodawstwie kościelnym, Warszawa 1933
- Zagadnienie małżeństwa, Warszawa 1934
- Adwokatura w ustawodawstwie kościelnym, Włocławek 1935
- Elementa iuris decretalium Gregorii IX in législation civili in Polonia, Rzym 1936
- Postępowanie inkwizycyjne przeciw heretykom w średniowieczu, Warszawa 1937
- Procedura kanoniczna w sprawach małżeńskich, Warszawa 1938[1]